# Melanargia plesaura
Melanargia plesaura är en fjärilsart som beskrevs av Bellier 1860. Melanargia plesaura ingår i släktet Melanargia och familjen praktfjärilar. Inga underarter finns listade i Catalogue of Life.